# Elixir (programming language)
Elixir és un llenguatge de programació funcional, concurrent, de propòsit general que s'executa sobre la màquina virtual d'Erlang (BEAM). Elixir està escrit sobre Erlang i comparteix les mateixes abstraccions per desenvolupar aplicacions distribuïdes i tolerants de fallades. Elixir també proporciona un disseny extensible amb eines productives. Inclou suport per a metaprogramació en temps de compilació amb macros i polimorfisme mitjançant protocols.
Elixir ha tingut èxit en la indústria amb empreses com Pinterest i Moz. Elixir també és usat per al desenvolupament web, per empreses com Bleacher Report, Discord, i Inverse, i per desenvolupar sistemes embeguts. La comunitat organitza esdeveniments anuals als Estats Units,Europa i Japó, així com conferències menors.